# Cáspite
Cáspite foi um programa de rádio do final dos anos 1980, transmitido pela Rádio USP e produzido por Sylvio Pinheiro. O programa trazia leitura dramatizada de histórias em quadrinhos. Em 1989, o programa ganhou o Troféu HQ Mix de "melhor adaptação para outro veículo".